# Drongan Castle
Drongan Castle ist die Ruine einer Niederungsburg (Tower House) neben der Drongan Mains Farm im ehemaligen Bergarbeiterdorf Drongan, das jeweils etwa 13 km entfernt von Ayr und von Cumnock in der schottischen Council Area East Ayrshire liegt.

## Geschichte
Die erste urkundliche Erwähnung über die Ländereien von Drongan findet sich in Dokumenten aus dem 14. Jahrhundert: In den 1390er-Jahren wurden sie an die Craufords verlehnt, deren Festung Drongan Castle 250 Jahre lang war. Das Anwesen fiel von den Craufords an die Cunninghames und dann an die Earls of Stair. Um 1760 kaufte die Familie Smith das Anwesen, ließ dort Drongan House errichten, ebenso wie eine Steingutmanufaktur bei Coalhall. Sie führte neue landwirtschaftliche Methoden auf ihren Ländereien ein.

## Beschreibung
Aus einer Beschreibung von J. Paterson aus dem Jahre 1863 geht hervor, dass von dem vermutlichen Tower House oder Donjon nur noch ein 7 Meter langes und 1 Meter hohes Mauerfragment undefinierbarer Dicke stand. Es war damals mit Erde und Gras überdeckt, man konnte aber sehen, dass es aus Bruchsteinen, die mit Mörtel verbunden waren, bestand. Die Ruine stand auf einem 3 Meter hohen, ovalen Mound.
Nach einem Besuch des Geländes durch Ordnance Survey im Juni 1954 vermutete man, dass sie aus dem 15. Jahrhundert stammte, auf ein genaues Baujahr gab es aber keinen Hinweis.
Bei einem erneuten Besuch von Ordnance Survey im Oktober 1980 fand man nur noch einen Haufen Schutt vor.